# Ordre du Manitoba

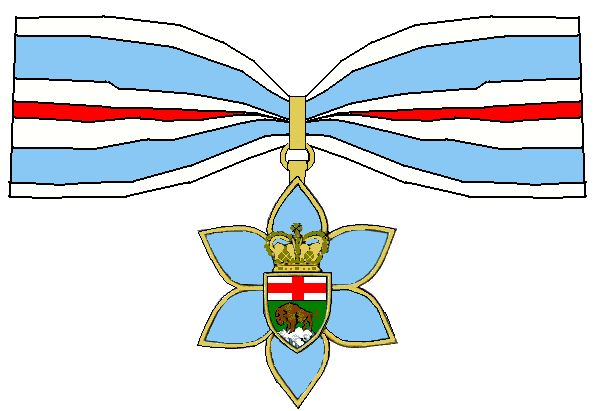
Ordre du Manitoba

L'Ordre du Manitoba, créé en 1999, est la plus haute distinction de la province canadienne du Manitoba. Un maximum de douze individus peuvent être décorés annuellement, exception faite de sa première année d'existence, où une limite de vingt avait été établie.
Il reconnaît les individus ayant apporté des contributions importantes à la vie culturelle, sociale et économique de la province. Selon le site de l'Ordre du Manitoba : « Les membres de l'Ordre reçoivent une belle médaille ressemblant à un crocus stylisé, l'emblème floral de la province, et comportant les armoiries du Manitoba surmontées de la Couronne. Ils reçoivent également une épinglette et un certificat, et ils ont le droit d'utiliser les initiales « O.M. » après leur nom. »

## Éligibilité
Toute personne résidant actuellement au Manitoba, ou d'anciens résidents de longue date, sont éligibles pour recevoir l'ordre du Manitoba. Les élus fédéraux et provinciaux, ainsi que les membres du système judiciaire, ne sont pas éligibles quand ils sont en poste. Les nominations à titre posthume ne sont pas acceptées.

## Conseil consultatif
- Le juge en chef du Manitoba
- Le greffier du Conseil exécutif
- Le président de l'Université du Manitoba, le recteur de l'Université de Brandon ou celui de l'Université de Winnipeg, chacun servant à tour de rôle pour une période de deux ans, dans l'ordre énuméré
- pas plus de quatre membres nommés par le lieutenant-gouverneur en conseil, pour une période de trois ans, l'une de ces personnes étant désignée président du Conseil